# GNU Ghostscript
Le logiciel libre GNU Ghostscript est un interprète PostScript et PDF dérivé de Ghostscript et maintenu dans le cadre du projet GNU. C'est un projet indépendant depuis 2004 et distribué selon les termes de la licence GNU GPL.

## Caractéristiques techniques
GNU Ghostscript se présente sous la forme d'un interpréteur PostScript et PDF.
Il est fourni avec un certain nombre de filtres permettant l'affichage de fichiers aux formats PostScript ou PDF, mais il est possible d'utiliser  une interface utilisateur plus conviviale avec GNU gv.

### GNU gv
GNU gv est une amélioration du Ghostview de Timothy O. Theisen, à l'origine développé par Johannes Plass. Il permet l'affichage et la navigation dans les documents PDF et PostScript, en environnement graphique X, en fournissant une interface utilisateur pour l'interpréteur Ghostscript.